# János Kollár
János Kollár (ur. 7 czerwca 1956 w Budapeszcie) – węgierski matematyk, laureat Nagrody Shawa w dziedzinie matematyki z 2017 roku. Specjalizuje się w geometrii algebraicznej.

## Życiorys
Urodził się 7 czerwca 1956 roku w Budapeszcie, jako najstarszy z sześciorga dzieci. W dzieciństwie dużo czytał, a gdy miał osiem lat zaczął się dość mocno jąkać (trwało to około 15 lat). Choć był przeciętnym uczniem w szkole podstawowej, rodzice postanowili posłać go do Piarista Gimnázium, prestiżowej szkoły średniej w Budapeszcie, założonej w 1717 roku. Tam zabrał się do pracy i rozwinął swój matematyczny talent. Efektem tego był udział w węgierskiej reprezentacji w Międzynarodowych Olimpiadach Matematycznych w latach 1973 i 1974, z których przywiózł dwa złote medale.
Po ukończeniu szkoły średniej i roku obowiązkowej służby wojskowej rozpoczął studia matematyczne na Uniwersytecie Loránda Eötvösa. Pod wpływem László Babaia i Ervina Frieda zainteresował się geometrią algebraiczną. Ponieważ na Węgrzech nie było wówczas specjalizujących się w niej matematyków, studiował ją najpierw sam, a później przez dwa semestry w Moskwie. Studia ukończył w 1980 roku.
Chociaż zamierzał rozpocząć studia doktoranckie w Moskwie, jednak dzięki pomocy Davida Eisenbuda w 1981 roku wyjechał do USA na Uniwersytet Brandeisa. Tam też w 1984 uzyskał doktorat; promotorem jego rozprawy zatytułowanej Canonical Threefolds był Teruhisa Matsusaka.
Przez rok po studiach był zatrudniony w Węgierskiej Akademii Nauk, a w latach 1984–1987 na Uniwersytecie Harvarda. Następne 12 lat spędził na Uniwersytecie Utah, a od 1999 jest profesorem Uniwersytetu Princeton.
Wypromował 19 doktorów.

## Publikacje i osiągnięcia
Autor około 200 artykułów naukowych. Swoje prace publikował m.in. w „Pure and Applied Mathematics Quarterly”, „Algebraic Geometry”, „Duke Mathematical Journal”, „Bulletin of the American Mathematical Society”, „Journal of Differential Geometry”, „Journal für die Reine und Angewandte Mathematik”, „Mathematische Annalen” oraz najbardziej prestiżowych czasopismach matematycznych świata: „Annals of Mathematics”, „Journal of the American Mathematical Society" i „Inventiones Mathematicae”.
Nagrodę Shawa otrzymał wspólnie z Claire Voisin za niezwykłe wyniki w wielu centralnych obszarach geometrii algebraicznej, które przekształciły tę dziedzinę i doprowadziły do rozwiązania starych problemów, które wydawały się wcześniej być poza zasięgiem.

## Wyróżnienia
Kollár był wielokrotnie nagradzany. Otrzymał m.in.:
- 2017 – Nagrodę Shawa w dziedzinie matematyki[4]
- 2016 – Nemmers Prize in Mathematics(inne języki)[7]
- 2006 – Nagrodę Cole’a z algebry[8]

W 1990 roku był prelegentem sekcyjnym, a w 2014 plenarnym na Międzynarodowym Kongresie Matematyków. W 1996 roku wygłosił też wykład plenarny na Europejskim Kongresie Matematyki.
Jest członkiem Węgierskiej Akademii Nauk (od 1995 roku), National Academy of Sciences of the United States (od 2005 roku) i American Academy of Arts and Sciences (od 2016 roku).